# Michał (II) Bragança

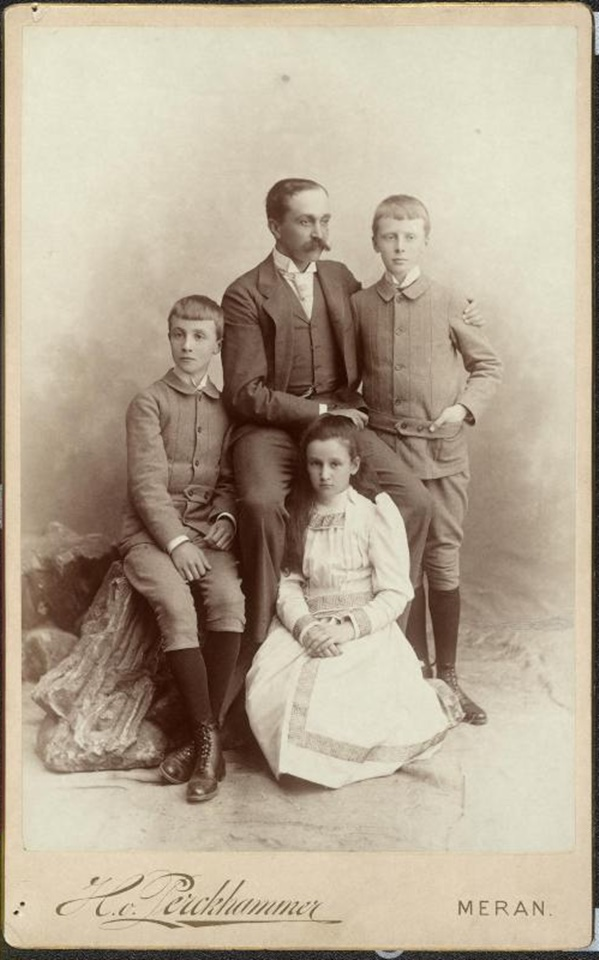
Michał II z rodziną; książę Michał (po prawej), książę Franciszek Józef i księżniczka Maria Teresa

Michał II Bragança, Miguel Maria Carlos Egídio Constantino Gabriel Rafael Gonzaga Francisco de Paula e de Assis Januário de Bragança (19 września 1853 – 11 października 1927) – książę Bragança, w latach 1866-1920 pretendent do tronu Portugalii.

## Życiorys
Urodził się jako jedyny syn Michała I Uzurpatora, samozwańczego króla Portugalii, i jego żony – Adelajdy von Löwenstein-Wertheim-Rosenberg. Urodził się po wygnaniu jego ojca z Portugalii, w zamku Kleinheubach niedaleko Miltenberga w Bawarii.
Michał I i jego rodzina zostali wygnani na podstawie portugalskiego prawa z 1834 i konstytucji z 1838 – zakazano im również powrotu do kraju. Michał II zdobył wykształcenie w Niemczech i Austrii. Służył w wojsku austro-węgierskim pod rozkazami cesarza i brał udział w okupacji Bośni. Podobno cesarz bardzo lubił Michała i pozwolił mu kultywować portugalskie tradycje. Michał otrzymał stopień pułkownika w 7. austriackim pułku huzarów. Podczas I wojny światowej dalej służył w wojsku austriackim i dosłużył się stopnia  Feldmarschalleutnant (odpowiednik generała dywizji). Zrezygnował w 1917, kiedy Portugalia przystąpiła do konfliktu po przeciwnej stronie. Resztę wojny jako cywil zaangażował się w działalność  zakonu kawalerów maltańskich. Kiedy po wojnie Austro-Węgry przestały istnieć, Michał i jego rodzina znaleźli się w złych warunkach materialnych.
31 lipca 1920 po kłótniach ze swoim najstarszym synem, który zawarł kontrowersyjne małżeństwo z amerykańską dziedziczką, Michał II zrzekł się pretensji do tronu Portugalii, na rzecz trzeciego syna Duarte Nuno, który wtedy miał 13 lat.
Michał II zmarł w Seebenstein. Został pochowany w kościele klasztoru Wniebowzięcia Najświętszej Marii Panny (Mariä Himmelfahrt) w Bronnbach.

## Odznaczenia
- Order Złotego Runa (1881, Austria)[1][2]
- Order Świętego Huberta (Bawaria)[2]

## Małżeństwo i potomstwo
17 października 1877 w Ratyzbonie, Michał II ożenił się z siostrzenicą cesarzowej Sisi, księżniczką Elżbietą Marią Thurn und Taxis (1860-1881). Para miała troje dzieci:
- księcia Michała Bragança, księcia Viseu (1878-1923)

∞ Anita Stewart
- księcia Franciszka Józefa Bragança (1879-1919)
- księżniczkę Marię Teresę Bragança (1881-1945)

∞ książę Karol Ludwik Thurn und Taxis
Po śmierci pierwszej żony, Michał II ożenił się 8 listopada 1893 w Kleinheubach, z księżniczką Marią Teresą von Löwenstein-Wertheim-Rosenberg (1870-1935). Para miała ośmioro dzieci:
- księżniczkę Izabelę Marię Bragança (1894-1970)

∞ Franciszek Józef, 9. książę Thurn und Taxis
- księżniczka Maria Benedykta Bragança (1896-1971)
- księżniczka Matylda (Mafalda) Bragança (1898-1918)
- księżniczka Maria Anna Bragança (1899-1971)

∞ Karol August, 10. książę Thurn und Taxis
- księżniczka Maria Antonina (Antónia) Bragança (1903-1973)

∞ Sidney Ashley Chanler
- księżniczka Filipa Maria Bragança (1905-1990)
- Duarte Nuno, książę Bragança (1907-1976)

∞ Maria Franciszka Orleańska-Bragança, księżniczka Brazylii
- księżniczka Maria Adelajda Bragança (1912-2012)

∞ Nicolaas Johannes Maria van Uden, holenderski lekarz (1921–1991)